# Isla Greenly
Isla Greenly (en francés, Île Greenly) es una isla en Blanc-Sablon, en la provincia de Quebec, Canadá, cerca de la frontera con la también provincia de Terranova y Labrador, en el Golfo de San Lorenzo y en el extremo suroeste del estrecho de Belle Isle (Isla bella). La superficie rocosa de Greenly tiene una cubierta delgada de vegetación herbácea. Además un pueblo de pescadores y un faro se encuentran en la isla.
Junto con la isla Aux Perroquets constituye un santuario de Aves Migratorias denominado Baie de Brador (Bahía de Brador), como tal está protegido y no se permite estar en la isla durante la primavera y el verano sin un permiso. El Ministerio de Recursos Naturales de Quebec (Ministère des Ressources naturelles du Québec)  la Provincia de Quebec, y la Sociedad para la Protección de las Aves son los responsables de las islas en su condición de Santuario de Aves Migratorias. Más de una docena de especies de aves marinas, incluyendo la gaviota de pico de anillo,, golondrinas de mar, el Razorbill, el Guillemot Negro y el frailecillo atlántico, acuden a la Isla durante la temporada de reproducción.